# 郭可信
郭可信（かく かしん、1923年8月23日 - 2006年12月13日）は中華人民共和国の物理学者、冶金学者、結晶学者。北京生まれ。長年、中国科学院の院士であり、中国における電子顕微鏡の主な先駆者であるとされている。

## 経歴
1941年、重慶南開中学を卒業した。1946年に浙江大学を卒業し、化学工学の学士を取得した。1947年にスウェーデンへ留学した。
北京電子顕微鏡公開研究所（北京電子顕微鏡研究所とも）および中国科学院の凝縮体物理学研究所の所長および主任研究員であった。中国電子顕微鏡会(CEMS)の主要な設立者であり、1982年から1996年まで会長を務めた。

## 表彰
1980年、中国科学院の院士に選出された。スウェーデン王立工学アカデミー(IVA)の外国人会員であり、スウェーデン王立工科大学(KTH)から名誉博士号を授与されている。
郭学資はこの人物にちなむ。

## アーカイブ
- Electron microscopy of aperiodic materials Invited and contributed papers from a symposium at the ICEM14, Cancun, Mexico, 3 September 1998, in honour of Professor K.H. Kuo - by Lian-Mao Peng and J. L. Aragón